# نتالي لا روز
نتالي لا روز (بالهولندية: Natalie La Rose)‏ هي مغنية هولندية من أصل سورينامي هندي ولدت في يوم 12 يوليو 1988 في مدينة أمستردام عاصمة هولندا، إشتركت في الغناء مع عدة مغنين أشهرهم فلو رايدا.

## روابط خارجية
- نتالي لا روز على موقع IMDb (الإنجليزية)
- نتالي لا روز على موقع ميوزك برينز (الإنجليزية)
- نتالي لا روز على موقع أول ميوزيك (الإنجليزية)
- نتالي لا روز على موقع ديسكوغز (الإنجليزية)
- نتالي لا روز على موقع قاعدة بيانات الفيلم (الإنجليزية)